# Sławek Słociński
Sławek Słociński, Slawek Slocinski (ur. 13 stycznia 1962 w Warszawie) – polski perkusista, od roku 1987 mieszkający w Aarhus na Jutlandii. Był członkiem takich zespołów jak: Brygada Kryzys (w pierwszym składzie grupy (1981)), Label (z Maciejem Sinkowskim, Tomaszem „Kciukiem” Jaworskim i Rafałem Włoczewskim), Madame, SLURP (z Grzegorzem Wróblewskim), Bunny Übermensch (z córką Kamilą Słocińską jako wokalistką). Na przełomie lat 70/80 współpracował również z Pawłem Rozwadowskim.

## Dyskografia

### Brygada Kryzys
- Brygada Kryzys (1982)
- Live (1999)

### Madame
- "Krawat powieszony w łaźni" (1985) – singel
- Koncert (1999) – materiał nagrany w warszawskim klubie "Remont" w 1986 roku